# Aglaiocypris luchungjeni
Aglaiocypris luchungjeni is een mosselkreeftjessoort uit de familie van de Candonidae. De wetenschappelijke naam van de soort is voor het eerst geldig gepubliceerd in 2008 door Hu & Tao.